# Enterobacterales
Ordre
Synonymes
- Enterobacteriales Garrity & Holt 2001[2]

Les Enterobacterales sont un ordre de bactéries Gram-négatives, non sporulées, anaérobies facultatives, en forme de bâtonnet, appartenant à la classe des gammaprotéobactéries. Le genre type de cet ordre est Enterobacter.
L'ordre est constitué de familles et parmi elle les Enterobacteriaceae dont la définition change car de nouvelles familles accueillent aujourd'hui des bactéries classées auparavant parmi les Enterobactéries.

## Étymologie
Cet ordre a été nommé d'après son genre type : En.te.ro.bac.te.ra’les.. N.L. masc. n. Enterobacter genre type de la famille Enterobacteriaceae et de l'ordre; suff. -ales pour nommer un ordre; N.L. pl. n. Enterobacterales l'ordre dont le genre type est Enterobacter. C'est donc le genre type Enterobacter qui donne son nom à l'ordre en lui adjoignant le suffixe -ales utilisée en Classification scientifique des espèces et en nomenclature bactérienne pour désigner un ordre bactérien.

## Description
Depuis 2016, les bactéries de l'ordre des Enterobacterales sont des bactéries Gram-négatives, anaérobies facultatives, non-sporulantes. Ces bactéries ont la forme de bacilles. Ce sont des bactéries oxydase négatives (à quelques exceptions rares) et majoritairement catalase positives. La plupart de ces bactéries peuvent réduire le nitrate en nitrite à l'exception de quelques souches de Yersinia, d'Erwinia et de Saccharobacter fermentatus. Certaines espèces sont mobiles par des flagelles péritricheux bien que certaines ne soient pas mobiles. Des acides et des gaz peuvent être observés durant la fermentation sur le D-Glucose, d'autres glucides (carbohydrates) ou des alcools polyhydroxyliques, comme le mannitol.

## Taxonomie et nomenclature
Les Enterobacterales (nom validement publié) anciennement Enterobacteriales (nom non validement publié) sont un ordre de bactéries à Gram négatif, appartenant à la classe des Gammaproteobacteria et au phylum des Pseudomonadota (anciennement Proteobacteria),.

### Enterobacteriales (2005-2016)
L'ordre Enterobacterales a été proposé en 2005 sous le nom "Enterobacteriales". Cependant, le nom Enterobacteriales n'a pas été validé selon les règles de la nomenclature bactérienne, il n'avait donc pas de statut dans la nomenclature, le nom a donc été écrit entre parenthèses.
Enterobacteriales était un ordre monotypique, ne contenant que la famille des Enterobacteriaceae, et partageait son genre type Escherichia,,. L'ordre contenait un grand groupe diversifié d'espèces, occupant des niches écologiques distinctes et possédant une variété de caractéristiques biochimiques. De nombreux genres de l'ordre ont des impacts significatifs sur l'activité humaine, tels que les espèces pathogènes Escherichia coli, Salmonella enterica et Yersinia pestis, ainsi que des phytopathogènes nuisibles à l'agriculture tels que les membres des genres Dickeya, Pectobacterium, Brenneria, Erwinia et Pantoea. Le grand nombre d'espèces ainsi que la gamme de différentes caractéristiques biochimiques ont rendu la description de l'ordre et de ses sous-groupes extrêmement difficile. L'attribution et la classification de cet ordre reposaient en grande partie sur les séquences du génome de l'ARNr 16S bactérien, qui sont connues pour avoir un faible pouvoir discriminatoire et donner des résultats différents selon l'algorithme et la souche d'organisme utilisés. De plus, ces analyses ont montré que les 'Enterobacteriales' présentaient une ramification polyphylétique, avec des sous-groupes distincts.

### Enterobacterales (depuis 2016)
En 2016, il a été proposé de reclasser Enterobacteriales en Enterobacterales, et le genre type a été changé en Enterobacter conformément au Code international de nomenclature des procaryotes. En outre, plusieurs nouvelles familles au sein de l'ordre Enterobacterales ont été proposées, composées d'espèces qui étaient auparavant membres de la famille Enterobacteriaceae sur la base de groupements trouvés dans des arbres phylogénétiques construits sur la base de génomes conservés, de séquences d'ARNr 16S et d'analyses de séquences multi-locus ainsi que d'analyses indépendantes. marqueurs moléculaires (indels de signature conservés).[pas clair]
En 2021, l'ordre Enterobacterales contient 7 familles validement publiées (Budviciaceae, Enterobacteriaceae, Erwiniaceae, Hafniaceae, Morganellaceae, Pectobacteriaceae et Yersiniaceae).
|  | Pectobacteriaceae                                                  |
|  |                                                                    |
|  | \| \| Erwiniaceae \| \| \| \| \| \| Enterobacteriaceae \| \| \| \| |
|  |                                                                    |
|  | Erwiniaceae                                                        |
|  |                                                                    |
|  | Enterobacteriaceae                                                 |
|  |                                                                    |

|  | Erwiniaceae        |
|  |                    |
|  | Enterobacteriaceae |
|  |                    |

|  | Pectobacteriaceae                                                  |
|  |                                                                    |
|  | \| \| Erwiniaceae \| \| \| \| \| \| Enterobacteriaceae \| \| \| \| |
|  |                                                                    |
|  | Erwiniaceae                                                        |
|  |                                                                    |
|  | Enterobacteriaceae                                                 |
|  |                                                                    |

|  | Erwiniaceae        |
|  |                    |
|  | Enterobacteriaceae |
|  |                    |

|  | Pectobacteriaceae                                                  |
|  |                                                                    |
|  | \| \| Erwiniaceae \| \| \| \| \| \| Enterobacteriaceae \| \| \| \| |
|  |                                                                    |
|  | Erwiniaceae                                                        |
|  |                                                                    |
|  | Enterobacteriaceae                                                 |
|  |                                                                    |

|  | Erwiniaceae        |
|  |                    |
|  | Enterobacteriaceae |
|  |                    |

|  | Pectobacteriaceae                                                  |
|  |                                                                    |
|  | \| \| Erwiniaceae \| \| \| \| \| \| Enterobacteriaceae \| \| \| \| |
|  |                                                                    |
|  | Erwiniaceae                                                        |
|  |                                                                    |
|  | Enterobacteriaceae                                                 |
|  |                                                                    |

|  | Erwiniaceae        |
|  |                    |
|  | Enterobacteriaceae |
|  |                    |

|  | Pectobacteriaceae                                                  |
|  |                                                                    |
|  | \| \| Erwiniaceae \| \| \| \| \| \| Enterobacteriaceae \| \| \| \| |
|  |                                                                    |
|  | Erwiniaceae                                                        |
|  |                                                                    |
|  | Enterobacteriaceae                                                 |
|  |                                                                    |

|  | Erwiniaceae        |
|  |                    |
|  | Enterobacteriaceae |
|  |                    |

|  | Pectobacteriaceae                                                  |
|  |                                                                    |
|  | \| \| Erwiniaceae \| \| \| \| \| \| Enterobacteriaceae \| \| \| \| |
|  |                                                                    |
|  | Erwiniaceae                                                        |
|  |                                                                    |
|  | Enterobacteriaceae                                                 |
|  |                                                                    |

|  | Erwiniaceae        |
|  |                    |
|  | Enterobacteriaceae |
|  |                    |

|  | Pectobacteriaceae                                                  |
|  |                                                                    |
|  | \| \| Erwiniaceae \| \| \| \| \| \| Enterobacteriaceae \| \| \| \| |
|  |                                                                    |
|  | Erwiniaceae                                                        |
|  |                                                                    |
|  | Enterobacteriaceae                                                 |
|  |                                                                    |

|  | Erwiniaceae        |
|  |                    |
|  | Enterobacteriaceae |
|  |                    |

|  | Pectobacteriaceae                                                  |
|  |                                                                    |
|  | \| \| Erwiniaceae \| \| \| \| \| \| Enterobacteriaceae \| \| \| \| |
|  |                                                                    |
|  | Erwiniaceae                                                        |
|  |                                                                    |
|  | Enterobacteriaceae                                                 |
|  |                                                                    |

|  | Erwiniaceae        |
|  |                    |
|  | Enterobacteriaceae |
|  |                    |

|  | Pectobacteriaceae                                                  |
|  |                                                                    |
|  | \| \| Erwiniaceae \| \| \| \| \| \| Enterobacteriaceae \| \| \| \| |
|  |                                                                    |
|  | Erwiniaceae                                                        |
|  |                                                                    |
|  | Enterobacteriaceae                                                 |
|  |                                                                    |

|  | Erwiniaceae        |
|  |                    |
|  | Enterobacteriaceae |
|  |                    |

|  | Pectobacteriaceae                                                  |
|  |                                                                    |
|  | \| \| Erwiniaceae \| \| \| \| \| \| Enterobacteriaceae \| \| \| \| |
|  |                                                                    |
|  | Erwiniaceae                                                        |
|  |                                                                    |
|  | Enterobacteriaceae                                                 |
|  |                                                                    |

|  | Erwiniaceae        |
|  |                    |
|  | Enterobacteriaceae |
|  |                    |

|  | Pectobacteriaceae                                                  |
|  |                                                                    |
|  | \| \| Erwiniaceae \| \| \| \| \| \| Enterobacteriaceae \| \| \| \| |
|  |                                                                    |
|  | Erwiniaceae                                                        |
|  |                                                                    |
|  | Enterobacteriaceae                                                 |
|  |                                                                    |

|  | Erwiniaceae        |
|  |                    |
|  | Enterobacteriaceae |
|  |                    |

|  | Pectobacteriaceae                                                  |
|  |                                                                    |
|  | \| \| Erwiniaceae \| \| \| \| \| \| Enterobacteriaceae \| \| \| \| |
|  |                                                                    |
|  | Erwiniaceae                                                        |
|  |                                                                    |
|  | Enterobacteriaceae                                                 |
|  |                                                                    |

|  | Erwiniaceae        |
|  |                    |
|  | Enterobacteriaceae |
|  |                    |

|  | Pectobacteriaceae                                                  |
|  |                                                                    |
|  | \| \| Erwiniaceae \| \| \| \| \| \| Enterobacteriaceae \| \| \| \| |
|  |                                                                    |
|  | Erwiniaceae                                                        |
|  |                                                                    |
|  | Enterobacteriaceae                                                 |
|  |                                                                    |

|  | Erwiniaceae        |
|  |                    |
|  | Enterobacteriaceae |
|  |                    |

|  | Pectobacteriaceae                                                  |
|  |                                                                    |
|  | \| \| Erwiniaceae \| \| \| \| \| \| Enterobacteriaceae \| \| \| \| |
|  |                                                                    |
|  | Erwiniaceae                                                        |
|  |                                                                    |
|  | Enterobacteriaceae                                                 |
|  |                                                                    |

|  | Erwiniaceae        |
|  |                    |
|  | Enterobacteriaceae |
|  |                    |

|  | Pectobacteriaceae                                                  |
|  |                                                                    |
|  | \| \| Erwiniaceae \| \| \| \| \| \| Enterobacteriaceae \| \| \| \| |
|  |                                                                    |
|  | Erwiniaceae                                                        |
|  |                                                                    |
|  | Enterobacteriaceae                                                 |
|  |                                                                    |

|  | Erwiniaceae        |
|  |                    |
|  | Enterobacteriaceae |
|  |                    |

|  | Pectobacteriaceae                                                  |
|  |                                                                    |
|  | \| \| Erwiniaceae \| \| \| \| \| \| Enterobacteriaceae \| \| \| \| |
|  |                                                                    |
|  | Erwiniaceae                                                        |
|  |                                                                    |
|  | Enterobacteriaceae                                                 |
|  |                                                                    |

|  | Erwiniaceae        |
|  |                    |
|  | Enterobacteriaceae |
|  |                    |

## Signatures moléculaires
Les analyses de séquences génomiques d'espèces d'Enterobacterales ont identifié cinq indels de signature conservés (CSI) pour cet ordre dans les protéines peptide ABC transporteur perméase, facteur d'élongation P-like protéine YeiP, L-arabinose isomérase, pyrophosphatase et une protéine hypothétique, qui dans la plupart des cas sont exclusivement partagés par tous ou la plupart des membres de cet ordre.
Ces CSI fournissent un moyen moléculaire de délimiter cet ordre des autres Gammaproteobacteria et soutiennent la nature monophylétique de l'ordre des Enterobacterales.

## Genres

### Genres validement publiés
Les genres suivants ont été valablement publiés, ils sont donc "inclus dans la Nomenclature". L'année où le genre a été proposé est indiquée entre parenthèses après le nom du genre
- Acerihabitans (2021)
- Arsenophonus (1991)
- Biostraticola (2008)
- Brenneria (1999)
- Buchnera (1991)
- Budvicia (1985)
- Buttiauxella (1982)
- Cedecea (1981)
- Chania (2016)
- Chimaeribacter (2020)
- Citrobacter (1932)
- Cosenzaea (2011)
- Cronobacter (2008)
- Dickeya (2005)
- Edwardsiella (1965)
- Enterobacillus (2015)
- Enterobacter (1960)
- Erwinia (1920)
- Escherichia (1919)
- Ewingella (1984)
- Franconibacter (2014)
- Gibbsiella (2011)
- Hafnia (1954)
- Huaxiibacter (2022)
- Insectihabitans (2021)
- Intestinirhabdus (2020)
- Izhakiella (2016)
- Jinshanibacter (2021)
- Klebsiella (1885)
- Kluyvera (1981)
- Kosakonia (2013)
- Leclercia (1987)
- Lelliottia (2013)
- Leminorella (1985)
- Limnobaculum (2018)
- Lonsdalea (2012)
- Mangrovibacter (2010)
- Mixta (2018)
- Moellerella (1984)
- Morganella (1943)
- Musicola (2021)
- Obesumbacterium (1963)
- Pantoea (1989)
- Pectobacterium (1945)
- Phaseolibacter (2013)
- Photorhabdus (1993)
- Phytobacter (2017)
- Plesiomonas (1962)
- Pluralibacter (2013)
- Pragia (1988)
- Proteus (1885)
- Providencia (1962)
- Pseudescherichia (2017)
- Pseudocitrobacter (2014)
- Rahnella (1981)
- Raoultella (2001)
- Rosenbergiella (2013)
- Rouxiella (2015)
- Saccharobacter (1990)
- Salmonella (1990)
- Samsonia (2001)
- Scandinavium (2020)
- Serratia (1823)
- Shigella (1919)
- Shimwellia (2010)
- Siccibacter (2014)
- Sodalis (1999)
- Symbiopectobacterium (2022)
- Tatumella (1982)
- Tenebrionibacter (2022)
- Tenebrionicola (2022)
- Trabulsiella (1992)
- Wigglesworthia (1995)
- Xenorhabdus (1979)
- Yersinia (1944)
- Yokenella (1985)

### Candidatusgenera
- "Candidatus Annandia"
- "Candidatus Arocatia"
- "Candidatus Aschnera"
- "Candidatus Benitsuchiphilus"
- "Candidatus Blochmannia"
- "Candidatus Curculioniphilus"
- "Candidatus Cuticobacterium"
- "Candidatus Doolittlea"
- "Candidatus Fukatsuia"
- "Candidatus Gillettellia"
- "Candidatus Gullanella"
- "Candidatus Hamiltonella"
- "Candidatus Hartigia"
- "Candidatus Hoaglandella"
- "Candidatus Ischnodemia"
- "Candidatus Ishikawaella"
- "Candidatus Kleidoceria"
- "Candidatus Kotejella"
- "Candidatus Macropleicola"
- "Candidatus Mikella"
- "Candidatus Moranella"
- "Candidatus Phlomobacter"
- "Candidatus Profftia"
- "Candidatus Purcelliella"
- "Candidatus Regiella"
- "Candidatus Riesia"
- "Candidatus Rohrkolberia"
- "Candidatus Rosenkranzia"
- "Candidatus Schneideria"
- "Candidatus Stammera"
- "Candidatus Stammerula"
- "Candidatus Tachikawaea"
- "Candidatus Westeberhardia"

### Proposé, mais n'a pas obtenu de statut dans la nomenclature
- Aquamonas (2009)
- Aranicola (1997)
- Atlantibacter (2016)
- Averyella (2005)
- Grimontella (2003)
- Guhaiyinggella (1995)
- Margalefia (2004)
- Tiedjeia (2005)

## Liste des familles
Voir l'article Enterobactéries

### Selon laLPSN[1]
- Budviciaceae Adeolu et al. 2016
- Enterobacteriaceae Rahn 1937
- Erwiniaceae Adeolu et al. 2016
- Hafniaceae Adeolu et al. 2016
- Morganellaceae Adeolu et al. 2016
- Pectobacteriaceae Adeolu et al. 2016
- Yersiniaceae Adeolu et al. 2016

### Selon d'autres sources
Selon BioLib (30 novembre 2020), Catalogue of Life (30 novembre 2020), ITIS (30 novembre 2020) et World Register of Marine Species (30 novembre 2020) :
- famille des Enterobacteriaceae Rahn, 1937

Selon NCBI (30 novembre 2020) :
- famille des Budviciaceae Adeolu & al. 2016
- famille des Enterobacteriaceae Enterobacteraceae (ex Lapage 1979) Lapage 1982
- famille des Erwiniaceae Adeolu & al. 2016
- famille des Hafniaceae Adeolu & al. 2016
- famille des Morganellaceae
- famille des Pectobacteriaceae Adeolu & al. 2016
- famille des Thorselliaceae Kämpfer & al. 2015
- famille des Yersiniaceae Adeolu & al. 2016
- Enterobacterales incertae sedis

### Tableau récapitulatif
| Budviciaceae                               | Morganellaceae                                                                             | Hafniaceae                         | Yersiniaceae                                                                              | Pectobacteriaceae                                                              | Erwiniaceae                                                                       | Enterobacteriaceae |
| Budvicia Jinshanibacter Leminorella Pragia | Arsenophorus Cosenzaea Moellerella Morganella Photorhabdus Proteus Providencia Xenorhabdus | Edwarsiella Hafnia Obesumbacterium | Chania Chimaeribacter Ewingella Nissabacter Rahnella Rouxielle Samsonia Serratia Yersinia | Acerihabitans Biostraticola Brenneria Dickeya Lonsdalea Pectobacterium Sodalis | Buchnera Erwinia Mixta Pantoea Phaseolibacter Tatumella Wigglesworthia Kalamiella | Buttiauxella Cedecea Citrobacter Cronobacter Enterobacillus Enterobacter Escherichia Franconibacter Gibbsiella Huaxiibacter Intestinirhabdus Izhakiella (Famille discutée) Klebsiella Kluyvera Plesiomonas Raoultella (genre discuté) Salmonella Shigella (genre discuté) Yokonella |

## Écologie et pathogénicité

### Habitat
Les Entérobactérales, comme de nombreuses bactéries, peuvent être classées en saprophytes, vivants indépendamment d'autres êtres vivants, commensales, vivant sur ou dans un autre être vivant (l'hôte) en bonne intelligence ou pathogènes quand elles déclenchent des troubles chez l'hôte colonisé. Dans certains cas, les commensales sont dites mutualistes ou symbiotes quand l'association est en bénéfice mutuel).
Mais une bactérie peut évoluer entre ces trois états : Salmonella Typhi peut être commensale chez certains individus (porteurs asymtomatiques), devient pathogène quand son pouvoir pathogène s'exprime en provoquant notamment une diarrhée et éventuellement une septicémie, mais est saprophyte dans la nature ou simplement sur les milieux de culture utilisés pour le diagnostic.
Les Entérobactérales sont très répandues, certaines ne sont retrouvées que dans l'environnement, en particulier dans les milieux humides. La plupart des genres comportent des espèces pathogènes qui provoquent des troubles dont la gravité varie énormément d'une souche à l'autre. Certaines sont responsables de maladies des végétaux (phytopathogène) et d'autres pour l'animal.
Ce sont des bactéries très ubiquitaires, c'est-à-dire qu'on peut les retrouver dans de nombreux écosystèmes :
- certaines espèces sont seulement saprophytes : milieux humides surtout, sols, eaux, végétaux, produits alimentaires ;
- d'autres sont phytopathogènes : Erwinia, Pantoea ;
- mais nombre d'espèces sont commensales, isolées dans l'intestin de l'homme et des animaux, d'où le nom d'entérobactéries.

Elles se multiplient généralement aussi bien chez un hôte que dans l'environnement bien que certaines espèces soient plus adaptées à l'un ou l'autre de ces habitats.

### Les entérobactérales commensales
Elles sont les hôtes de l'homme et des animaux chez lesquels elles résident principalement au niveau de l'intestin, d'où leur dénomination. On peut cependant les retrouver dans la cavité buccale, les régions humides de la peau en particulier le périnée, les fosses nasales et les voies génitales féminines dans lesquelles elles peuvent constituer une flore transitaire.
Dans l'intestin, elles représentent une fraction très importante de la flore aérobie de l'intestin qui est elle-même très réduite (de l'ordre de 1 % de la flore totale). Elles se retrouvent en grand nombre au niveau du côlon (du cæcum au rectum), elle contribuent à la dégradation des résidus alimentaires et à la production de gaz intestinaux ; on parle de flore de fermentation.
L'espèce Escherichia coli y joue un rôle prépondérant en raison de sa présence constante et de sa large prédominance sur les autres espèces : elle constituerait 80 % dans la flore aérobie avec une concentration avoisinant les 108 E. coli / g de selles terminales. Cette flore est toutefois très minoritaire par rapport à la flore anaérobie stricte. D'autres espèces ont une présence moins marquée tel que Proteus et Klebsiella ainsi que Citrobacter, Hafnia, Providencia, Enterobacter...

### Pathogénicité chez l'homme et les animaux
Le pouvoir pathogène dépend lui de nombreux facteurs : des moyens d'attaque de la bactérie, les facteurs de pathogénicité et des moyens de défense de l'hôte, l'immunité (innée, spécifique, adaptative). C'est pourquoi il n'est pas possible d'affirmer qu'une bactérie pathogène provoque la maladie chez tous ceux qui seront contaminés.
Sont distingués, en fonction de leur dangerosité,
- des bactéries pathogènes strictes qui déclenchent la maladie, le plus souvent, après la contamination,
- des bactéries pathogènes opportunistes qui profitent des failles du "terrain" de l'hôte pour provoquer la maladie

Chez les Enterobactérales, la plupart peuvent être opportunistes. Sont redoutées celles qui sont souvent porteuses de résistances aux antibiotiques.
Les Enterobactérales "pathogènes strictes" sont :
- les Salmonelles, provoquant des gastroentérites pouvant donner des septicémies, en particulier Salmonella Typhi agent de la typhoïde.
- les Shigelles et les E. coli entéropathogènes (EPEC, EIEC, EHEC…), en particulier Shigella dysenteriae, agent de diarrhées graves
- les UPEC responsables d'infections récurrentes du tractus urinaire
- Yersinia enterocolitica provoquant des diarrhées
- Yersinia pestis, responsable de la peste

De nombreuses Entérobactérales sont opportunistes comme les Klebsiella, Enterobacter, Serratia, Proteus, Providentia…
Les facteurs de pathogénicité sont :
- des toxines, en particulier des cytotoxines comme celle des Shigella-EHEC, des toxines cytotoniques cause des diarrhées comme chez les ETEC (toxine retrouvée aussi chez Vibrio cholerae cause du choléra), le LPS cause du choc septique chez certains individus le plus souvent fragiles…
- des facteurs d'adhésion nombreux et variés
- des sidérophores, molécules de captation du fer ionique

### Pathogénicité chez les plantes
Certaines Entérobactérales sont responsables d’infections chez les plantes. Ces espèces sont dites phytopathogènes comme Erwinia responsable du feu bactérien, Pantoea.

## Caractères bactériologiques et identification
Tous ces microorganismes ont une morphologie identique : bâtonnets Gram -, de taille et de forme variable. Certains possèdent une capsule. Une définition des entérobactéries repose sur les critères suivants : bacilles Gram négatifs, immobiles ou mobiles par ciliature péritriche, aérobies - anaérobies facultatifs, attaquant le glucose par voie oxydative et/ou fermentaire, dépourvus d'oxydase et réduisant les nitrates en nitrites. Cette définition doit être prise avec relativité, d'une part en raison d'exceptions (réduction nitrates en diazote, ciliature polaire…), d'autre part car c'est une définition à l'ancienne ne reposant pas sur des critères génétiques qui sont, aujourd'hui, les seuls admis.
Les genres et les espèces sont différenciés sur la base de caractères biochimiques (et génétiques) étudiés sur des milieux rassemblés dans la « galerie d'identification » (Fermentation des sucres ; décarboxylation d'acides aminés ; production d'indole, d'acétoïne (butanediol), d'H2S ; désamination de la phénylalanine ou du tryptophane; utilisation du citrate comme seule source de carbone, etc.). Certains caractères biochimiques particuliers permettent de définir des biotypes à l'intérieur d'une espèce, par exemple Salmonella, biotype xylose + et biotype xylose - ; cette distinction peut avoir de l'intérêt sur le plan épidémiologique.
Voici un schéma représentant la galerie traditionnelle aujourd'hui obsolète, avec les résultats pour une Salmonella.

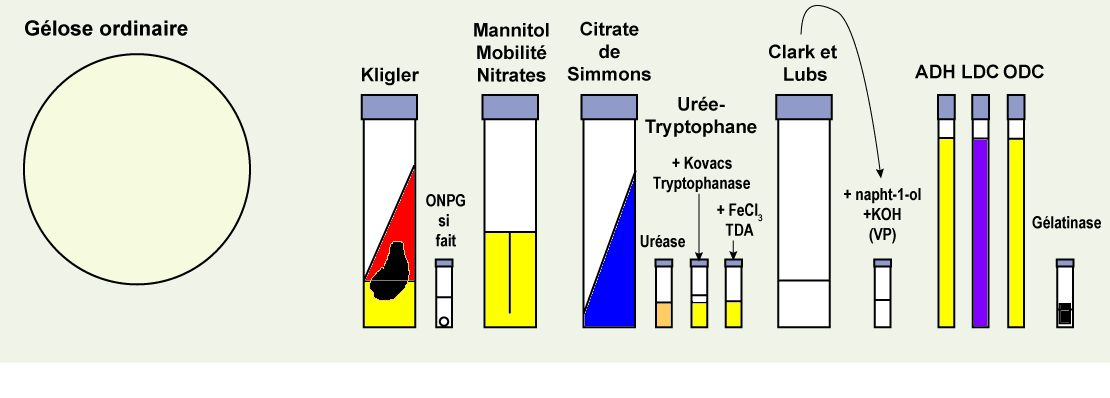
Schéma galerie classique d'Enterobactérie (Salmonella)

L'identification biochimique moderne repose sur des microgaleries comme la galerie API20E, inventée pour cela. Le nombre de caractères testés est largement supérieur à celui des galeries classiques.

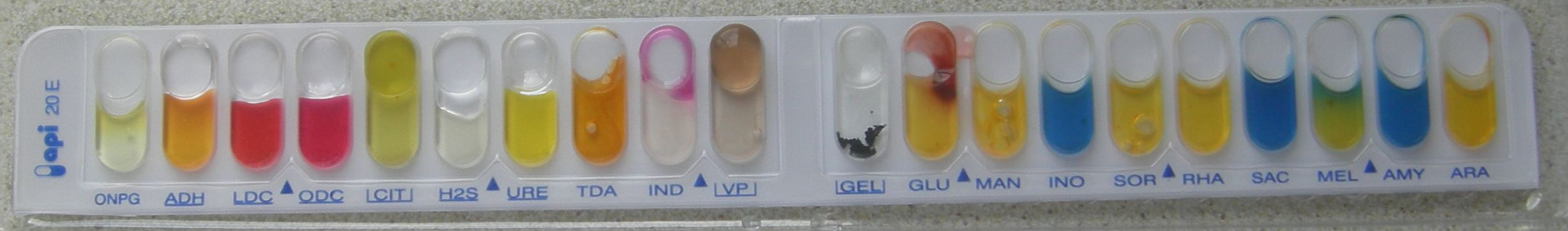
Galerie API20E ensemencée avec une souche dE. coli isolée de l'eau de Seine et additionnée des réactifs de lecture

L'identification peut aussi être réalisée par spectrométrie de masse.

## Caractères antigéniques
Toutes les Entérobactérales possèdent un antigène commun appelé ECA (de l'anglais : Enterobacterial Common Antigen) ou « antigène de Kunin » du nom de son découvreur dans les années 1960. Cet antigène a été caractérisé par des travaux ultérieurs qui ont notamment établi sa nature polysaccharidique (polyosidique) et le détail de sa structure.
La paroi des Entérobactéries contient aussi un complexe lipopolysaccharidique (LPS) dont la partie lipidique correspond à l'endotoxine, identique chez tous ces germes et responsable d'une certaine pathogénicité vasculaire et immunitaire (vasodilatation, altération de la perméabilité, collapsus circulatoire). La fraction polysaccharidique (polyosidique) est antigénique et correspond à l'antigène O (ou antigène somatique) dont la spécificité varie selon les clones. Cet antigène résiste à la chaleur et à l'éthanol.
De plus, les espèces mobiles possèdent un antigène H (antigène flagellaire ou flagelline) qui est de nature protéique, thermolabile, sensible à l'éthanol et peut exister sous différentes phases (flagellines de nature différentes).
Enfin, certaines bactéries possèdent un antigène K (antigène de surface) dont la nature n'est pas toujours claire. Cet antigène se comporte comme une enveloppe qui bloque l'agglutinabilité de l'antigène O sous-jacent. C'est en particulier le cas l'Ag Vi de  Salmonella Typhi.
L'étude des antigènes A, H et K (lorsqu'ils sont présents) permet la détermination de sérovars qui complètent l'identification biochimique. La lysotypie peut dans certains cas fournir des renseignements complémentaires sur le plan épidémiologique.

## Traitement des infections

### Antibiotiques
Outre la résistance naturelle aux antibiotiques actifs sur les Gram positifs (pénicilline G, macrolides), les entérobactéries présentent fréquemment une résistance aux AB à large spectre auxquels elles sont normalement sensibles. Cette résistance est conditionnée par la présence de plasmides (ADN extra-chromosomique) porteurs de caractères de résistances multiples et transférables à d'autres bactéries Gram négatives par conjugaison bactérienne.
En 2016, pour la première fois, chez des animaux d'élevage agricole, une espèce Enterobactérales a été trouvée porteuse d'un gène de résistance au carbapénème (aux États-Unis). Ce gène étant facilement transmissible, il est à craindre que cette résistance puisse se diffuser.
La détermination de la sensibilité par l'antibiogramme est donc indispensable, les souches multirésistantes étant de plus en plus fréquentes.

### Bactériophages
Il faut mentionner la lutte au moyen de bactériophages spécifiques des bactéries de la famille des Enterobacteriales comme Erwinia. La firme OmniLytics a par exemple fait approuver par l'EPA (États-Unis) le produit AgriPhage qui est actif contre la plupart des bactéries nuisibles en agriculture et horticulture, comme cela est mentionné à la page 168 du livre du microbiologiste Dr Alain Dublanchet.

## Utilisation en microbiologie alimentaire

### indicateur de contamination fécale
L'habitat fréquent des Enterobactérales dans l'intestin conduit à les utiliser comme signe ou indicateur de contamination fécale pouvant signifier la présence de pathogènes intestinaux comme les Salmonella, de nombreux parasites…
L'espèce fondamentale utilisée est Escherichia coli car elle est quasiment toujours présente dans l'intestin des mammifères à concentration élevée. Elle semble, de plus, survivre assez difficilement à l'extérieur. La présence à concentration élevée, variable selon les aliments analysés, de cette bactérie signe donc une contamination fécale.
Les propriétés utilisées pour le dénombrement sont l'utilisation (fermentation/respiration) du lactose à 44 °C, la production d'indole à 44 °C, et la culture sur des milieux contenant du désoxycholate, inhibiteur de la plupart des Gram + (sauf les Enterococcus).
Le dénombrement plus large des Coliformes, Enterobactérales utilisant le lactose dont fait partie E. coli, est aussi un moyen d'apprécier une contamination fécale. Sa moindre spécificité le rend moins fiable.

### Recherche/dénombrement de pathogènes
Sont recherchés comme pathogènes dans la plupart des aliments, y compris l'eau :
- de façon systématique : les Salmonella
- de façon ciblée : les EHEC, Cronobacter (laits infantiles en poudre), Yersinia enterocolitica…